# Dipropus factuellus
Dipropus factuellus – gatunek chrząszcza z rodziny sprężykowatych i podrodziny Elaterinae.
Chrząszcz ten osiąga 8,5-10,5 mm długości.
Jest to chrząszcz o zabarwieniu żółtawobrązowym. Jego ciało porastają włoski długie i gęste o barwie żółtawej.
Cechuje się on łódkowatym, szerszym, niż dłuższym czołem, na przedzie pośrodkowo lekko wklęsłym. jego przedni brzeg jest lekko zaokrąglony, prawie prosty. Pokrywa je szorstka i gęsta punktuacja Czułki wykazują lekkie ząbkowanie, tworzy je 11 segmentów. Podstawa jest węższa od oka. Drugi segment ma kształt okrągły, a trzeci jest trójkątny i wydłużony, nie dorównuje jednak długością kolejnemu. Ostatni jest zaostrzony u czubka. Górną wargę o kształcie przypominajcym prostokątny porastają szczecinki. Żuwaczki są szerokie.
Pokrywy skrzydeł są wypukłe. Skrzydła zwężają się w połowie dalszej. Samiec posiada aedagus krótki i szeroki. Pokładełko samicy jest wyposażone w stylus.
Owad występuje w Ameryce Południowej: zamieszkuje on Argentynę i Paragwaj.